# Радомир Вукчевић
Радомир Вукчевић (Книн, 15. септембар 1941 - Сплит, 28. новембар 2014) био је фудбалски голман, српског порекла.

## Каријера
Поникао је у редовима Динаре из Книна, а затим је пуну деценију стајао на голу сплитског Хајдука (1963-1973) у чијем је дресу наступао на 182 првенствене утакмице. Са Хајдуком је освојио првенство 1970/71. и Куп 1966/67.
Из редова Хајдука 1973. године је прешао у француски Ајачио, чију је мрежу чувао две сезоне (1973-1975). За Ајачио је бранио на 31 утакмици друге лиге.

## Репрезентација
- За сениорску репрезентацију Југославије је бранио на девет утакмица, (1967-1971).

За сениорску репрезентацију Југославије је дебитовао 1. новембра 1967. године, против Холандије (2:1) у Ротердаму. Своју опроштајну утакмицу за репрезентацију, Вукчевић, је одиграо на утакмици у Сарајеву против Мексика 30. септембра 1971. године (4:0).
Учествовао је на европском првенству 1968.

## Клубови
- Хајдук Сплит (1963-1973)
- Ајачио (1973-1975)